# 바라하기리 벵카타 기리
바라하기리 벵카타 기리(힌디어: वराहगिरी वेंकट गिरी, 텔루구어: వరాహగిరి వేంకటగిరి, 1894년 8월 10일~1980년 6월 24일)는 인도의 정치인으로 1969년 8월 24일부터 1974년 8월 24일까지 인도의 제4대 대통령을 지냈다. 그는 무소속 후보로 선출된 유일한 대통령이었다. 1974년 파크루딘 알리 아메드가 대통령직을 승계했고, 1975년 인도 정부로부터 바라트 라트나 훈장을 수여받았다.

## 어린 시절 및 가족
V. V. 기리는 마드라스구(현 오디샤주) 베르함푸르에서 니요기 브라만어를 사용하는 텔루구 가문에서 태어났다. 그의 부모는 안드라프라데시주 동고다바리구의 친탈라푸디 마을에서 태어났다. 그의 아버지 V. V. 조가이야 판툴루는 인도 국민회의의 성공적인 변호사이자 정치 활동가였으며, 그가 태어났을 때 베르함푸르에서 일하고 있었다. 기리의 어머니 수브하드람마는 소금 행진 및 시민 불복종 운동 당시 베르함푸르에서 국민운동에 참여했으며, 시민 불복종 운동 당시 파업을 주도한 혐의로 체포되었다.
기리는 사라스와티 바이와 결혼했고 그 부부는 14명의 자녀를 두었다.
기리는 당시 첸나이의 마드라스 대학교 부속 칼리코테 대학교에서 첫 교육을 마쳤다.
1913년 아일랜드로 건너가 1913년~1916년 동안 유니버시티 칼리지 더블린와 킹스 인스 명예회에서 법률을 공부했다. 기리는 1914년부터 1915년까지 UCD에서 의무적으로 긴 과정을 밟은 13명의 인도 학생들의 첫 번째 작물 중 하나였다. 이것은 킹스 인스에서의 공부를 통해 아일랜드 바에 불려가는 데 필요한 요건이었다. 1914년과 1917년 사이에 총 50명의 인도 학생들이 UCD에서 공부했다.
기리와 동료 법대생은 또한 UCD에서 예술 학사 과정을 공부하기 위해 등록했다. 기리는 토머스 맥도너에게 영어를 배웠고 정치경제학을 배웠다. 정치경제학에서 그의 강사는 개혁가이자 공동 운영자인 토머스 A. 핀레이였다.
제1차 세계 대전 동안, 기리는 더블린에서 런던으로 여행했고 마하트마 간디를 만났다. 간디는 기리가 적십자 의용군으로 제국 전쟁에 참여하기를 원했다. 기리는 처음에 간디의 요청에 동의했지만 나중에 그의 결정을 후회했다. 기리의 전기 작가 중 한 명에 따르면, "간디는 특유의 관대함으로 기리가 적십자에 가입해야 할 의무를 덜어주었고, 그것에 대해 누구에게도 한마디도 말하지 않았다."
기리는 공부하는 동안 인도와 아일랜드의 정치에서 활동적이었다. 그는 동료 인도 학생들과 함께 남아프리카 공화국에서 원주민들의 학대를 기록한 팜플렛을 제작했다. 이 팜플렛은 인도 정치정보국에 의해 가로채졌고, 더블린에 있는 기리와 그의 동료 학생들에 대한 경찰의 감시를 증가시켰다. 한편, 아일랜드 의용군과 UCD 학생 잡지인 《내셔널 스튜던트》에 익명의 기사들이 인도 학생들에 의해 실렸다.
그는 1916년 봉기 당시 제임스 코널리, 패트릭 피어스, 젊은 에이먼 데 벌레라 등 저명한 지도자들과 결탁한 혐의를 받았다. 1916년 6월 21일 기리는 아일랜드 변호사 자격을 얻었지만 UCD에서 학사 학위를 취득하지는 못했다. 1916년 봉기 이후 인도 학생들은 경찰의 습격을 받았고, 기리는 1916년 6월 1일 한 달간 아일랜드를 떠나라는 통보를 받은 경위를 설명한다.

## 경력
1916년 인도로 돌아온 기리는 마드라스 고등법원에 입학했다. 그는 또한 의회당원이 되었고, 러크나우 회기에 참석했으며, 애니 베전트의 홈룰 운동에 참여했다. 기리는 1920년 마하트마 간디의 비협력 운동에 대한 응답으로 번창하던 법조계 경력을 포기했다. 1922년 그는 주류 판매 반대 시위를 벌이다가 처음으로 체포되었다.

## 대통령직
1969년 8월 24일, 인도 대통령으로 취임했으며 1974년 8월 24일까지 재임했고, 파크루딘 알리 아메드가 그의 뒤를 이었다. 그의 당선으로, 기리는 대통령 권한대행을 역임한 유일한 대통령이 되었고, 무소속 후보로 선출된 유일한 사람이 되었다.
대통령으로서 기리는 의심의 여지 없이 우타르프라데시주의 차란 싱 장관을 경질하기로 한 인디라 간디 총리의 결정을 받아들였고 1971년 조기 총선을 위해 그녀에게 조언했다. 인도의 과거 군주국가의 비밀 지갑과 특권을 폐지하는 조례안은 정부의 수정안이 라지야 사바에서 부결된 후 기리에 의해 공포되었다. 간디 총리에게 아지트 나스 레이를 3명의 판사를 제치고 인도 대법원장으로 임명하는 것에 반대하는 그의 조언은 철도노조 파업 단속이 상황을 악화시킬 뿐이라는 경고로 무시됐다. 대통령으로서 기리는 동남아시아, 유럽, 아프리카의 22개국을 14차례 국빈 방문했다.
기리는 총리에게 완전히 종속된 대통령으로 평가받으며, "총리 대통령", 충성파 대통령, 공직의 독립을 잠식한 거수기 대통령으로 묘사되어 왔다. 1974년 기리의 임기가 끝나자 인디라 간디 총리는 그를 대통령직에 재지명하지 않고 1974년 대선에서 당선된 파크루딘 알리 아메드를 선택했다.

## 사망
1980년 6월 24일, 기리는 마드라스에서 심장마비로 사망했다. 사망 당시 그의 아들 샹카르 기리와 손자 기리나트 기리, 아마르나트 기리가 그의 머리맡에 있었다.
그는 다음날 국장을 치렀고 인도 정부는 일주일간의 애도 기간을 선포했다. 기리가 인도의 부통령으로 재임했던 라지야 사바는 그에 대한 존경의 표시로 이틀간 휴회했다.

## 역대 선거 결과
| 선거명      | 직책명        | 대수 | 정당   | 득표율 | 득표수 | 결과 | 당락 |
| ----------- | ------------- | ---- | ------ | ------ | ------ | ---- | ---- |
| 1967년 선거 | 인도의 부통령 | 3대  | 무소속 | 71.45% | 483표  | 1위  |      |